# 哈尔滨工兵代表苏维埃
哈尔滨工兵代表苏维埃（羅馬化：Kharbinsky Sovet rabochikh i soldatskikh deputatov），又称哈尔滨苏维埃，是1917年俄国革命期间东清铁路附属地哈尔滨的俄国工人和士兵建立的苏维埃政权。哈尔滨苏维埃成立于尼古拉二世退位后，并试图夺取东清铁路的控制权。1917年9月初，俄国社会民主工党 (布尔什维克)成员马特米扬·柳廷当选哈尔滨苏维埃主席。
1917年10月26日，十月革命的消息传到哈尔滨，哈尔滨爆发群众游行，呼喊“一切权力归苏维埃！”1917年11月21日，俄国新政府承认哈尔滨苏维埃是其在满洲的代表，并将满洲的俄国公民置于其管理之下。随后，哈尔滨苏维埃要求吉林省滨江道道尹给予承认。12月12日，布尔什维克夺取了对哈尔滨苏维埃的控制权，迫使孟什维克和社会革命党人离开该组织。哈尔滨苏维埃在其出版的刊物《劳动之声》上宣布自己为该地区的政府。12月18日，哈尔滨苏维埃宣布解除东清铁路管理局局长德米特里·霍尔瓦特的职务，并指示民兵控制铁路设施。布尔什维克民兵很快就遭到奉系军阀的军队和霍尔瓦特的忠实支持者的反攻，后者在解除约1560名布尔什维克战士的武装后，将其驱逐。柳廷则逃往伊尔库茨克。